# Vodovodna mreža
Vodovodna mreža obuhvaća cijevi i pridružene svrsishodne dijelove kojima se voda iz vodospreme razvodi do krajnjih potrošača. Tlocrtni raspored cjevovoda u odnosu na smjer dovoda vode ovisi o veličini naselja, urbanističkom rješenju i topografskim prilikama. Cijevi su okrugla presjeka, od lijevanoga željeza, čelika, betona, armiranoga betona ili polimernih materijala. Izbor vrste materijala za cijevi ovisi o maksimalnom radnom tlaku te o gospodarskim uvjetima i zdravstvenim zahtjevima. Potreban tlak u razvodnom cijevnom vodu uvjetovan je nizom čimbenika, na primjer visinom zgrada, zahtjevima protupožarnih uređaja, a za učinkovito djelovanje mora iznositi najmanje od 2,7 do 4 bara. Osim cijevi, vodovodna mreža obuhvaća i ventile (zasune) za isključivanje pojedinih dijelova mreže radi izmjene ili popravaka, zračne ventile za ispuštanje zraka iz najviših dijelova mreže, hidrante za dobavu većih količina vode prilikom gašenja požara, različite naprave za smanjenje (redukciju) tlaka, tlakomjere ili manometre, označavanje vodostaja i potrošnje u rezervoarima, priključne garniture i registratore potrošnje (kućni vodomjeri); za osiguranje potrebne količine i tlaka vode u visokim zgradama i u naseljima gdje nije visok tlak u vodovodu, izgrađuju se rezervoari na vrhovima kuća ili se postavljaju automatske crpne stanice – hidrofori.
Prema području koje opskrbljuje vodom, vodovodna mreža može biti gradska, industrijska, kućna ili protupožarna. Gradska vodovodna mreža opskrbljuje stambene skupine u gradu ili naselju, a služi za potrebe stanovnika. Industrijska vodovodna mreža posebna je vodovodna (samostalna) mreža za velike industrijske komplekse (željezare, postrojenja kemijske industrije i drugo). Kućna vodovodna mreža instalacija je vodovoda unutar stambenih i javnih zgrada s vodoravnim i okomitim razvodima. Sastoji se od razvodne mreže hladne vode i razvodne mreže tople vode. Protupožarna vodovodna mreža posebna je vodovodna mreža za zaštitu od požara. Protupožarni cjevovodi u naseljima mogu biti potpuno odijeljeni od vodoopskrbnih instalacija, tako da čine posebne vodovode (obično za industrijske i velike vojne komplekse, rafinerije nafte i slično). Isto tako, i u velikim stambenim i javnim objektima protupožarni su cjevovodi odijeljeni. Prema obliku, vodovodna mreža može biti prstenasta i razgranata. Prstenasta vodovodna mreža omogućava cirkulacijsko protjecanje vode kroz sustav. Razgranata vodovodna mreža sastoji se od jednoga glavnoga dovodnog ogranka, iz kojega se odvajaju pojedinačni cjevovodi kao grane prema krajevima.